# Cerylon angoramus
Cerylon angoramus là một loài bọ cánh cứng trong họ Cerylonidae. Loài này được Slipinski miêu tả khoa học năm 1981.